# بوجيدار يانكوفيتش
بوجيدار يانكوفيتش (بالصربية: Божидар Јанковић)‏ هو عسكري صربي، ولد في 7 ديسمبر 1849 في بلغراد في صربيا، وتوفي في 7 يوليو 1920 في هرسك نوفي في الجبل الأسود.